# Gondangrawe
Gondangrawe is een bestuurslaag in het regentschap Boyolali van de provincie Midden-Java, Indonesië. Gondangrawe telt 2814 inwoners (volkstelling 2010).